# 吕翔
呂翔（？—？），一作高翔，东平人，三國時人物，為袁紹之屬下，在袁紹去世后跟随袁尚，曾当曹操于黎阳之战败北后与吕旷占据阳平，后来以阳平率众投降曹操，被封为列侯。

## 三國演義
在《三国演义》中，在曹操準備往南攻擊前，呂曠和呂翔兩人跟著大將曹仁和將軍李典準備要攻擊劉備。但呂曠被趙雲刺下馬身亡，而呂翔也死於張飛矛下。